# Équipe de Serbie féminine de basket-ball
Cet article traite de l'équipe féminine. Pour l'équipe masculine, voir Équipe de Serbie masculine de basket-ball.
Maillots
L’équipe de Serbie de basket-ball est une sélection nationale qui rassemble les meilleurs joueurs de basket-ball serbes. Elle est placée sous l'égide de la Fédération serbe de basket-ball (Košarkaški Savez Srbije).
Depuis l'indépendance du Monténégro en 2006, l'équipe de Serbie représente la seule Serbie. Elle est considérée par la FIBA comme l'unique héritière juridique et statistique de ses devancières (Yougoslavie, Serbie-Monténégro). Tous les titres obtenus sous ses différents noms ont pour héritier la Serbie.

## Histoire

### 2015
Avec une défense très haute, les Serbes compensent leur manque de taille et de densité de leurs intérieures. Tout comme les Françaises, accrochées au deuxième tour par les Turques (56-66), elles n'ont fini que quatrièmes de leur groupe au deuxième tour avec deux défaites en trois matches avant de se reprendre contre les Turques (75-63), pourtant troisièmes de l'Euro 2013, puis en demi-finales face aux Biélorusses (74-72). Assurées de faire mieux que leur quatrième place de 2013, les Serbes peuvent venger la Yougoslavie, quatre fois finaliste (1968, 1978, 1987, et 1991) mais toujours battues par les Soviétiques. Elles sont reçues triomphalement à Belgrade par plus de 10 000 personnes.

## Résultats

### Palmarès
| Compétitions mondiales                                         | Compétitions continentales                                       | Autres compétitions                       |
| -------------------------------------------------------------- | ---------------------------------------------------------------- | ----------------------------------------- |
| - Jeux olympiques - Troisième en 2016 - Coupe du monde - Néant | - EuroBasket (2) - Vainqueur en 2015 et 2021 - Troisième en 2019 | - Jeux méditerranéens - Finaliste en 2009 |

### Parcours en compétitions internationales

#### Jeux olympiques
| Année | Position                 |      | Année                             | Position |           | Année | Position |
| 1976  | Membre de la Yougoslavie | 1996 | Membre de la Serbie-et-Monténégro | 2016     | Troisième |       |          |
| 1980  | Membre de la Yougoslavie | 2000 | Membre de la Serbie-et-Monténégro | 2020     | 4e        |       |          |
| 1984  | Membre de la Yougoslavie | 2004 | Membre de la Serbie-et-Monténégro | 2024     | 6e        |       |          |
| 1988  | Membre de la Yougoslavie | 2008 | Non qualifiée                     | 2028     | -         |       |          |
| 1992  | Membre de la Yougoslavie | 2012 | Non qualifiée                     | 2032     | -         |       |          |

#### Coupe du monde
| Année | Position                 |      | Année                             | Position |                                   | Année | Position |
| 1953  | Membre de la Yougoslavie | 1979 | Membre de la Yougoslavie          | 2006     | Membre de la Serbie-et-Monténégro |       |          |
| 1957  | Membre de la Yougoslavie | 1983 | Membre de la Yougoslavie          | 2010     | Non qualifiée                     |       |          |
| 1959  | Membre de la Yougoslavie | 1986 | Membre de la Yougoslavie          | 2014     | 8e                                |       |          |
| 1964  | Membre de la Yougoslavie | 1990 | Membre de la Yougoslavie          | 2018     | Non qualifiée                     |       |          |
| 1967  | Membre de la Yougoslavie | 1994 | Membre de la Serbie-et-Monténégro | 2022     | 6e                                |       |          |
| 1971  | Membre de la Yougoslavie | 1998 | Membre de la Serbie-et-Monténégro | 2026     | -                                 |       |          |
| 1975  | Membre de la Yougoslavie | 2002 | Membre de la Serbie-et-Monténégro | 2030     | -                                 |       |          |

#### EuroBasket
| Année | Position                 |      | Année                             | Position |                                   | Année | Position |
| 1938  | Membre de la Yougoslavie | 1976 | Membre de la Yougoslavie          | 2003     | Membre de la Serbie-et-Monténégro |       |          |
| 1950  | Membre de la Yougoslavie | 1978 | Membre de la Yougoslavie          | 2005     | Membre de la Serbie-et-Monténégro |       |          |
| 1952  | Membre de la Yougoslavie | 1980 | Membre de la Yougoslavie          | 2007     | 11e                               |       |          |
| 1954  | Membre de la Yougoslavie | 1981 | Membre de la Yougoslavie          | 2009     | 16e                               |       |          |
| 1956  | Membre de la Yougoslavie | 1983 | Membre de la Yougoslavie          | 2011     | Non qualifiée                     |       |          |
| 1958  | Membre de la Yougoslavie | 1985 | Membre de la Yougoslavie          | 2013     | 4e                                |       |          |
| 1960  | Membre de la Yougoslavie | 1987 | Membre de la Yougoslavie          | 2015     | Vainqueur                         |       |          |
| 1962  | Membre de la Yougoslavie | 1989 | Membre de la Yougoslavie          | 2017     | 11e                               |       |          |
| 1964  | Membre de la Yougoslavie | 1991 | Membre de la Yougoslavie          | 2019     | Troisième                         |       |          |
| 1966  | Membre de la Yougoslavie | 1993 | Membre de la Serbie-et-Monténégro | 2021     | Vainqueur                         |       |          |
| 1968  | Membre de la Yougoslavie | 1995 | Membre de la Serbie-et-Monténégro | 2023     | 5e                                |       |          |
| 1970  | Membre de la Yougoslavie | 1997 | Membre de la Serbie-et-Monténégro | 2025     | 13e                               |       |          |
| 1972  | Membre de la Yougoslavie | 1999 | Membre de la Serbie-et-Monténégro | 2027     | -                                 |       |          |
| 1974  | Membre de la Yougoslavie | 2001 | Membre de la Serbie-et-Monténégro | 2029     | -                                 |       |          |

## Joueuses marquantes

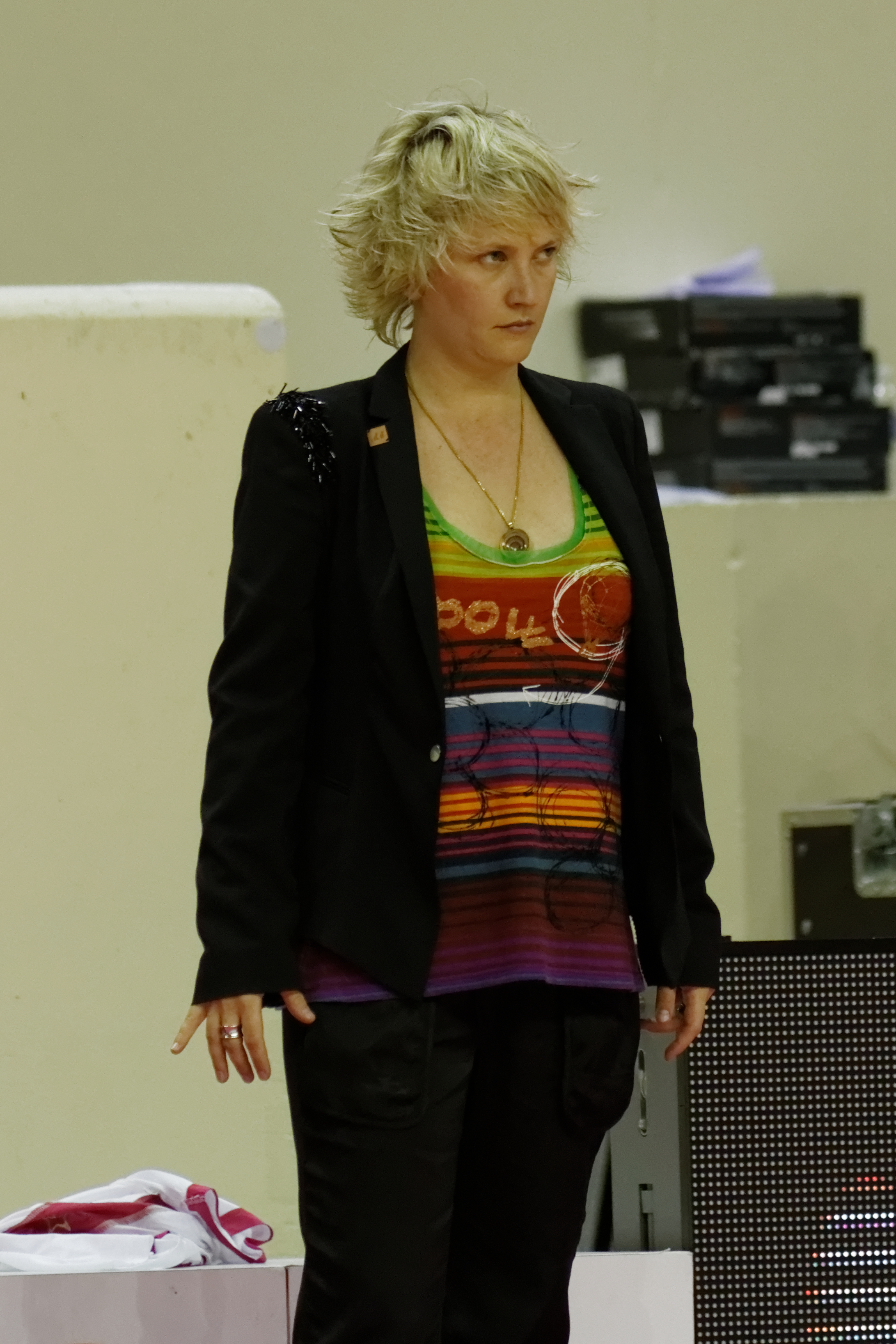
Marina Maljković lors de l'Open LFB 2013.

- Sonja Petrović
- Jelena Milovanović
- Milica Dabović
- Ana Dabović

## Coachs
- Jovica Antonic (? - 2012)
- Marina Maljković (2013- )